# Peter Reckell
Peter Paul Reckell (ur. 7 maja 1955 w Elkhart) – amerykański aktor telewizyjny i piosenkarz.
Odtwórca roli Bo Brady’ego w operze mydlanej NBC Dni naszego życia (Days of Our Lives), za którą otrzymał pięciokrotnie nagrodę Soap Opera Digest (1984, 1985, 1986, 1996 i 2001) i był nominowany do nagrodę Emmy (2009). 

## Wczesne lata
Urodził się w Elkhart, w stanie Indiana jako drugi z sześciorga dzieci Barbary Reckell. Dorastał na farmie w Okemos w Michigan z dwoma braćmi i trzema siostrami. W gimnazjum Reckell budował scenografię teatralną i występował w chórze, a ostatecznie został dyrektorem technicznym teatru. Przez całe liceum występował w wielu przedstawieniach. Po ukończeniu studiów Reckell uczęszczał do prestiżowego Konserwatorium Bostońskiego w Bostonie w Massachusetts, gdzie uzyskał tytuł licencjata sztuk pięknych w teatrze z specjalizacją w muzyce i tańcu. 

## Kariera
Karierę aktorską zapoczątkował udziałem w kilku musicalach i sztukach teatralnych, jako Matt i niemowa w produkcji off-Broadwayowskiej Fantastycy Toma Jonesa, Andrew Makepeace Ladd III w Listach miłosnych A.R. Gurneya, Moonchildren, Piraci z Penzance, Faceci i laleczki Franka Loessera, Śmiertelna pułapka Iry Levina i Jesus Christ Superstar.
W 1980 i 1982 grał postać Erica Hollistera w operze mydlanej CBS As the World Turns. Następnie wystąpił gościnnie w jednym z odcinków sitcomu NBC Fakty z życia (The Facts of Life, 1982), gdzie swoją karierę aktorską rozpoczynali także m.in.: George Clooney, Jami Gertz, Scott Bryce, Seth Green czy Juliette Lewis. 
Rozpoznawalność przyniosła mu postać motocyklowego buntownika Bo Brady’ego w operze mydlanej NBC Dni naszego życia (1983–1987, 1990–1992, 1995–2012, 2015–2016, 2022–2023). W operze mydlanej CBS Knots Landing (1988–1989) został obsadzony w roli irlandzkiego łobuza Johnny’ego Rourke. Pojawił się także w teledramacie obyczajowym CBS Druga strona miłości (Shades of Love: Moonlight Flight, 1991) z Cheryl Ladd i Angelą Bassett, a także w jednym z odcinków serialu Słoneczny patrol (Baywatch, 1993) jako Jordan Stewart i Rockefeller Plaza 30 (2009) w roli Bo Brady’ego.
W 2003 ukazał się jego album pt. Peter Reckell (wyd. Midnite Sun Records), na którym znalazło się dziesięć piosenek: „Woohoo Baby”, „Back In Louisville”, „Life Goes On”, „Speedway”, „Home Is Where The Heart Is”, „Do It Up”, „Peanut Gallery”, „Darla”, „Walkin' In The Rain” i „Rocking Horse Afternoon”.

## Życie prywatne
W grudniu 1987 poślubił Dale Kristien. W 1991 doszło do rozwodu. 18 kwietnia 1998 zawarł związek małżeński z Kelly Moneymaker, piosenkarką i autorkę tekstów piosenek z grupy tanecznej Exposé. Mają córkę Loden Sloan (ur. 25 października 2007).